# Pflach
Pflach ist eine Gemeinde mit 1626 Einwohnern (Stand 1. Jänner 2024) im Bezirk Reutte in Tirol (Österreich). Sie gehört zum Gerichtsbezirk Reutte.

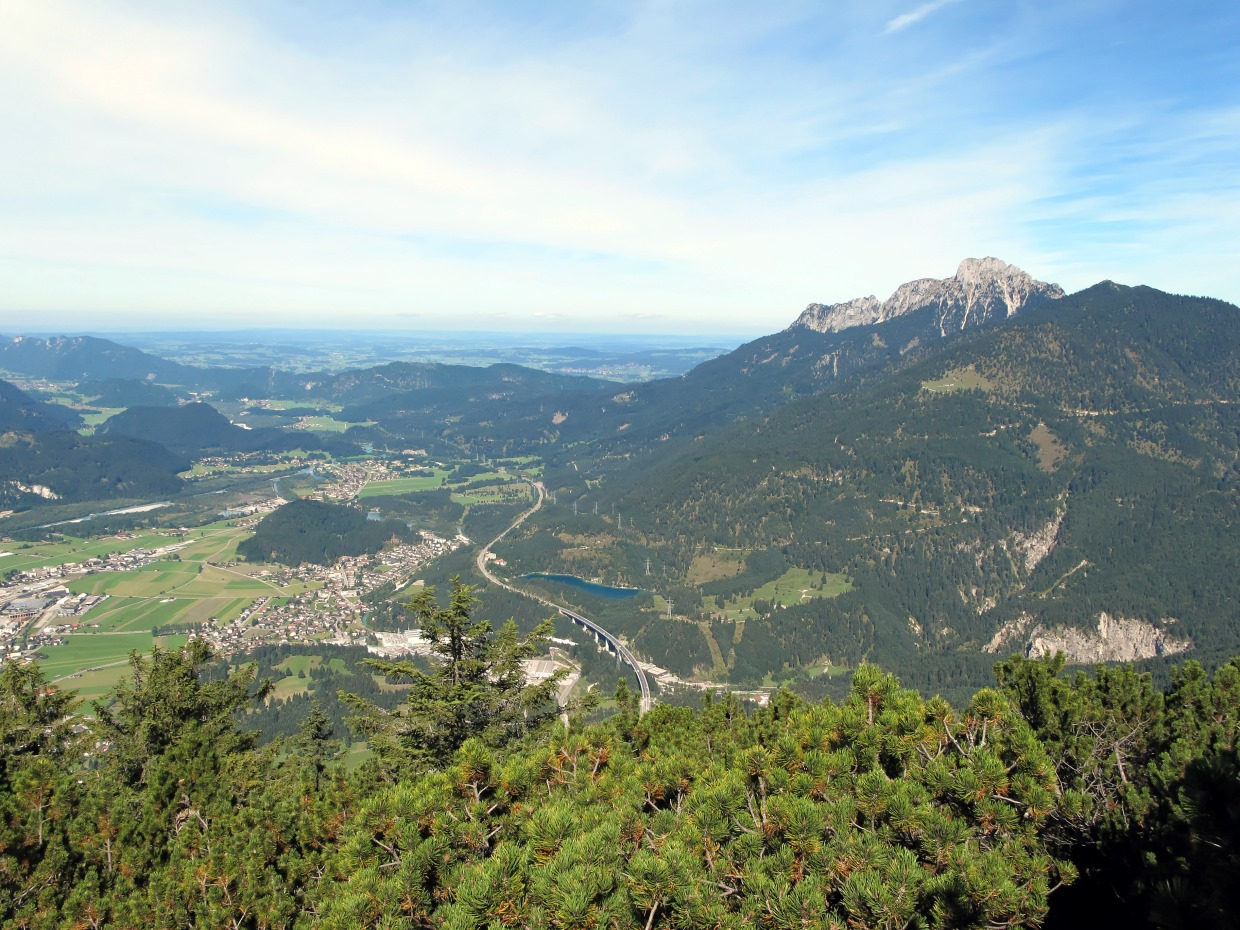
Rechts der Säuling, links daneben Pflach, im Vordergrund Reutte.

## Geographie
Die Gemeinde Pflach liegt im Reuttener Becken und erstreckt sich über eine Fläche von rund vierzehn Quadratkilometer. Vom Lech, in einer Höhe von 840 Meter über dem Meer, steigt das Land bewaldet nach Westen auf 1500 und im Osten auf über 2048 Meter zum Säuling an. Über siebzig Prozent der Fläche sind bewaldet, dreizehn Prozent werden landwirtschaftlich genutzt.
Pflach ist ein langgestrecktes Reihendorf ca. 2 km nördlich von Reutte. Die Auspendlergemeinde hat eine Siedlungserweiterung und -verdichtung erfahren.

### Gemeindegliederung
Das Gemeindegebiet umfasst folgende drei Ortschaften (Einwohner Stand 1. Jänner 2024):
- Pflach (1013)
- Oberletzen (511)
- Unterletzen (102)

| Katastralgemeinden                                              | Ortschaften in der Gemeinde                                |
| --------------------------------------------------------------- | ---------------------------------------------------------- |
| Oberletzen (1,51 km²) Pflach (11,27 km²) Unterletzen (1,06 km²) | Oberletzen (D) Wiesbichl (Sdlg) Pflach (D) Hüttenbichl (R) |
| Legende                                                         |                                                            |

| In der Spalte Katastralgemeinden sind sämtliche Katastralgemeinden einer Gemeinde angeführt. In der Klammer ist die jeweilige Fläche in km² angegeben. |
| In der Spalte Ortschaften sind sämtliche von der Statistik Austria erfassten Siedlungen, die auch eine eigene Ortschaftskennziffer aufweisen, angeführt. In der Hierarchieebene derselben Spalte, rechts eingerückt, werden nur Ansiedlungen, die mindestens aus mehreren Häusern bestehen, dargestellt. Die wichtigsten der verwendeten Abkürzungen sind: - M = Hauptort der Gemeinde - Stt = Stadtteil - R = Rotte - W = Weiler - D = Dorf - ZH = Zerstreute Häuser - Sdlg = Siedlung - Hgr = Häusergruppe - E = Einzelgehöft (nur wenn sie eine eigene Ortschaftskennziffer haben) Die komplette Liste der Statistik Austria ist in: Topographische Siedlungskennzeichnung nach STAT Zu beachten ist, dass manche Orte unterschiedliche Schreibweisen haben können. So können sich Katastralgemeinden anders schreiben als gleichnamige Ortschaften bzw. Gemeinden. Quelle: Statistik Austria – |

Das Gemeindegebiet wurde 1974 um Oberletzen (vorher eine Exklave der Gemeinde Wängle) und 1981 um Unterletzen (vorher Gemeinde Musau) erweitert. Dabei hatte im Jahr 2011 Oberletzen 321 Einwohner, Pflach 860 und Unterletzen 75.

### Nachbargemeinden
|            | Pinswang                                    |               |
| Musau      | Kompassrose, die auf Nachbargemeinden zeigt | Schwangau (D) |
| Lechaschau |                                             | Reutte        |

## Geschichte

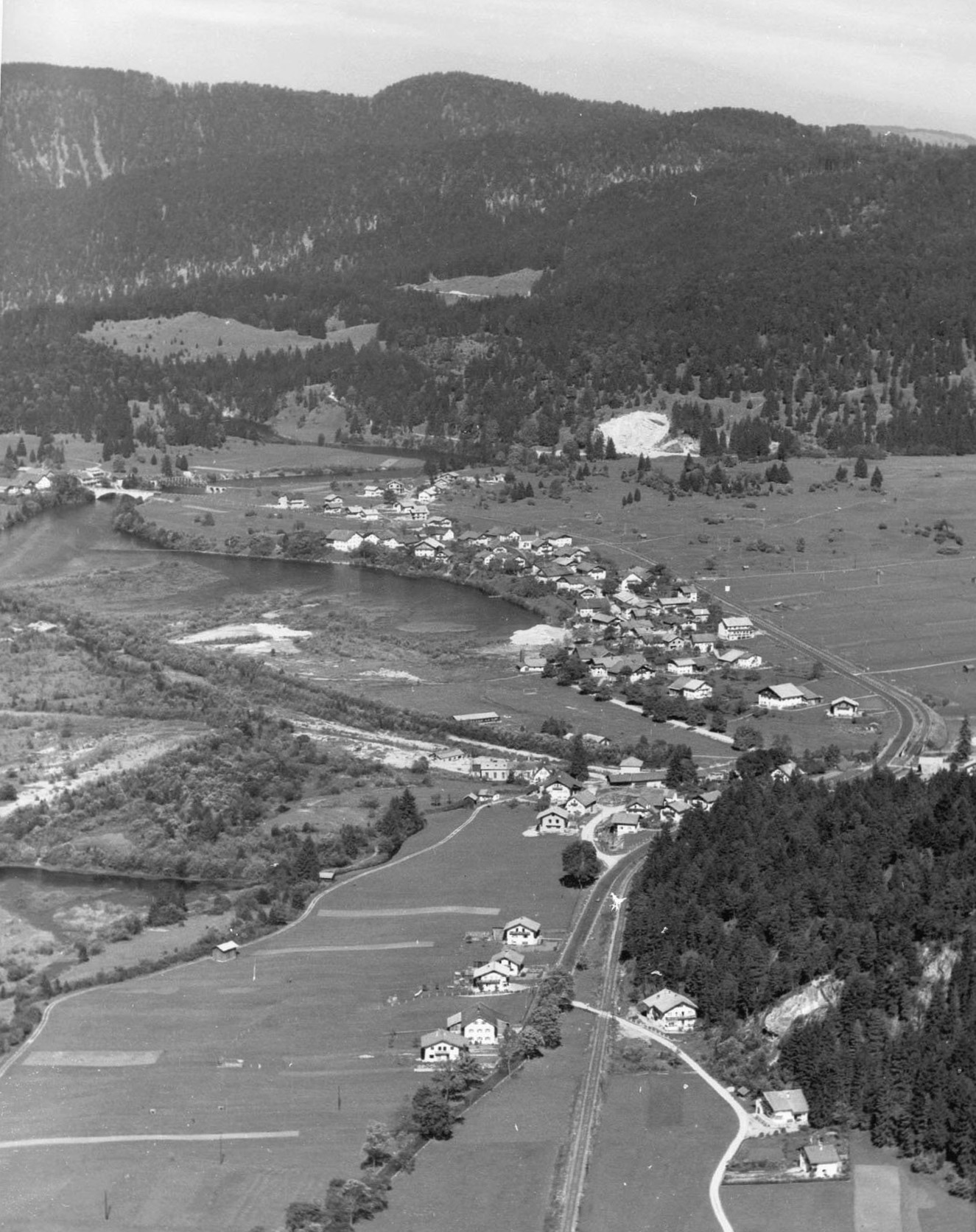
Pflach im Jahr 1962

Durch das Gemeindegebiet verlief eine alte Römerstraße über den Kniepass.
Der Ort wurde 1275 als „Plech“ erstmals erwähnt, was sich vom mittelhochdeutschen vlach (Ebene) ableitet. Am 2048 m hohen Säuling wurde seit dem Mittelalter in Stollen Eisenerz abgebaut. 1515 gründete die Augsburger Handelsfamilie Höchstätter ein Messinghüttenwerk, das im 16. Jahrhundert zu westeuropäischer Bedeutung aufstieg. Aus dieser Zeit stammt auch die den heiligen Ulrich und Afra geweihte Ulrichskapelle.
Das Areal wurde 1606 durch Burkhard Laymann, Pfleger der Festung und Herrschaft Ehrenberg, in eine Großmühle umgewandelt, die bis ins 20. Jahrhundert hinein von Bedeutung blieb.
Am 23. August 2005 wurde der Ort wie schon beim Pfingsthochwasser vom 21. bis 23. Mai 1999 von einer schweren Überschwemmung heimgesucht.

### Bevölkerungsentwicklung

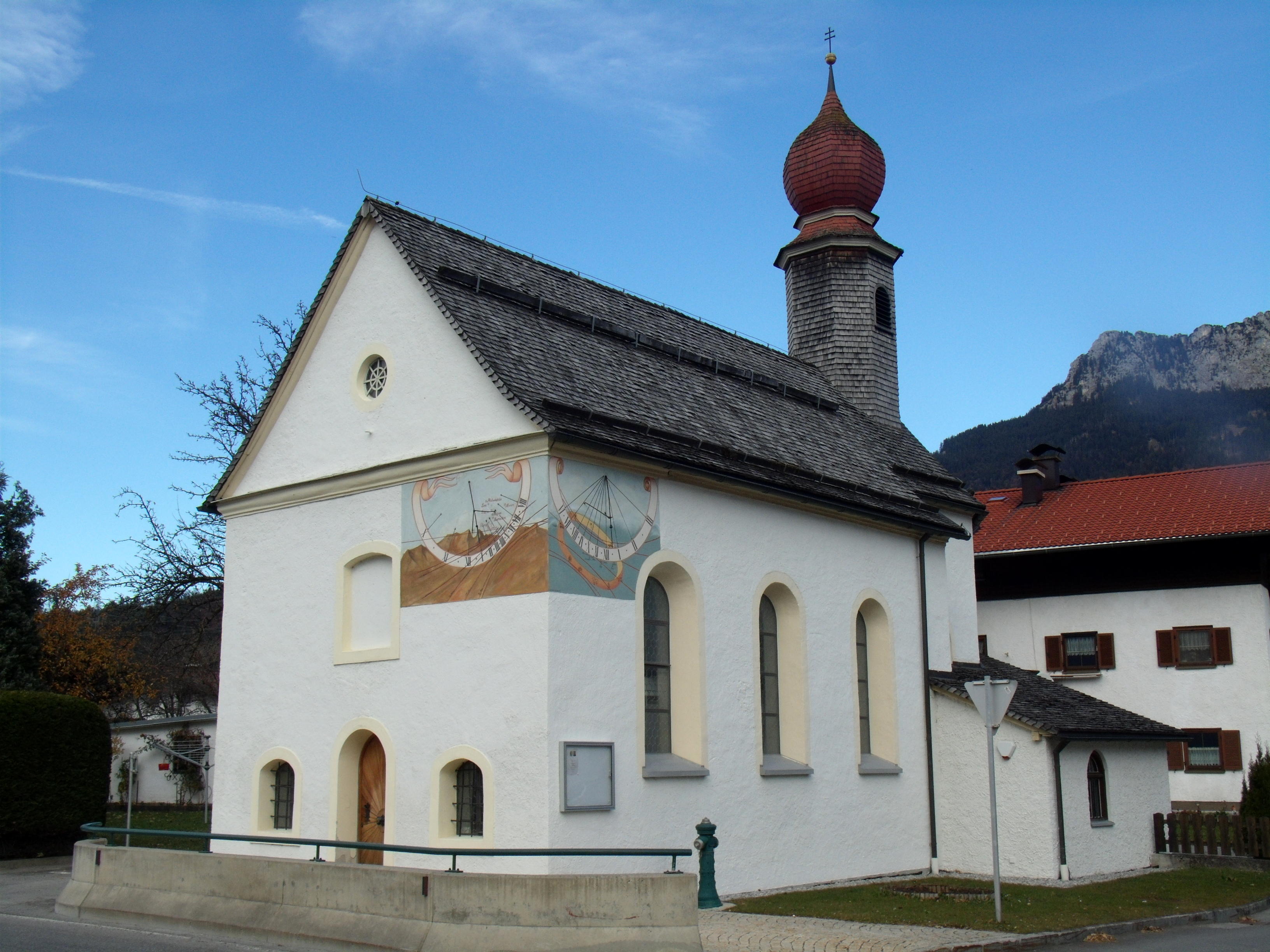
Filialkirche Hl. Drei Könige.

| Pflach: Einwohnerzahlen von 1869 bis 2024           | Pflach: Einwohnerzahlen von 1869 bis 2024 | Pflach: Einwohnerzahlen von 1869 bis 2024 | Pflach: Einwohnerzahlen von 1869 bis 2024 | Pflach: Einwohnerzahlen von 1869 bis 2024 |
| --------------------------------------------------- | ----------------------------------------- | ----------------------------------------- | ----------------------------------------- | ----------------------------------------- |
| Jahr                                                |                                           |                                           |                                           | Einwohner                                 |
| 1869                                                | 1869                                      |                                           | 303                                       | 303                                       |
| 1880                                                | 1880                                      |                                           | 289                                       | 289                                       |
| 1890                                                | 1890                                      |                                           | 288                                       | 288                                       |
| 1900                                                | 1900                                      |                                           | 292                                       | 292                                       |
| 1910                                                | 1910                                      |                                           | 309                                       | 309                                       |
| 1923                                                | 1923                                      |                                           | 356                                       | 356                                       |
| 1934                                                | 1934                                      |                                           | 380                                       | 380                                       |
| 1939                                                | 1939                                      |                                           | 391                                       | 391                                       |
| 1951                                                | 1951                                      |                                           | 453                                       | 453                                       |
| 1961                                                | 1961                                      |                                           | 540                                       | 540                                       |
| 1971                                                | 1971                                      |                                           | 761                                       | 761                                       |
| 1981                                                | 1981                                      |                                           | 939                                       | 939                                       |
| 1991                                                | 1991                                      |                                           | 999                                       | 999                                       |
| 2001                                                | 2001                                      |                                           | 1.132                                     | 1.132                                     |
| 2011                                                | 2011                                      |                                           | 1.256                                     | 1.256                                     |
| 2021                                                | 2021                                      |                                           | 1.584                                     | 1.584                                     |
| 2024                                                | 2024                                      |                                           | 1.626                                     | 1.626                                     |
| Quelle(n): Statistik Austria, Gebietsstand 1.1.2021 |                                           |                                           |                                           |                                           |

## Kultur und Sehenswürdigkeiten
- Filialkirche Hl. Drei Könige
- Hüttenmühlkapelle Hll. Ulrich und Afra (Ulrichskirche)
- Kapelle am Soldatenfriedhof
- Mariahilfkapelle in Oberletzen (den Hll. Vitus, Modestum und Kreszenzia geweiht)
- Kapelle Christus an der Geißelsäule in Unterletzen
- Eisenbahnbrücke der Außerfernbahn über den Lech

## Wirtschaft und Infrastruktur

### Wirtschaftssektoren
Von den 15 landwirtschaftlichen Betrieben des Jahres 2010 wurden zwölf im Nebenerwerb und drei von juristischen Personen geführt. Diese drei bewirtschafteten mehr als neunzig Prozent der Flächen. Neun der dreizehn Betriebe des Produktionssektors arbeiteten in der Bauwirtschaft. Sie beschäftigten 49 Erwerbstätige. Die wichtigsten Arbeitgeber im Dienstleistungssektor waren der Handel, freiberufliche Dienstleistungen und soziale und öffentliche Dienstleistungen.
| Wirtschaftssektor            | Anzahl Betriebe | Anzahl Betriebe | Erwerbstätige | Erwerbstätige |
| Wirtschaftssektor            | 2011            | 2001            | 2011          | 2001          |
| ---------------------------- | --------------- | --------------- | ------------- | ------------- |
| Land- und Forstwirtschaft 1) | 15              | 17              | 7             | 1             |
| Produktion                   | 13              | 9               | 63            | 36            |
| Dienstleistung               | 44              | 29              | 103           | 92            |

1) Betriebe mit Fläche in den Jahren 2010 und 1999
| Im Jahr 2011 lebten rund 600 Erwerbstätige in Pflach. Davon arbeiteten sechzig in der Gemeinde, neunzig Prozent pendelten aus, blieben aber überwiegend im Bezirk Reutte. Die Anzahl der Übernachtungen stieg von 7.000 im Jahr 2010 auf 10.000 im Jahr 2019. Die wichtigste Saison ist der Sommer. | Hier fehlt eine Grafik, die leider im Moment aus technischen Gründen nicht angezeigt werden kann. Wir arbeiten daran! |

### Fremdenverkehr

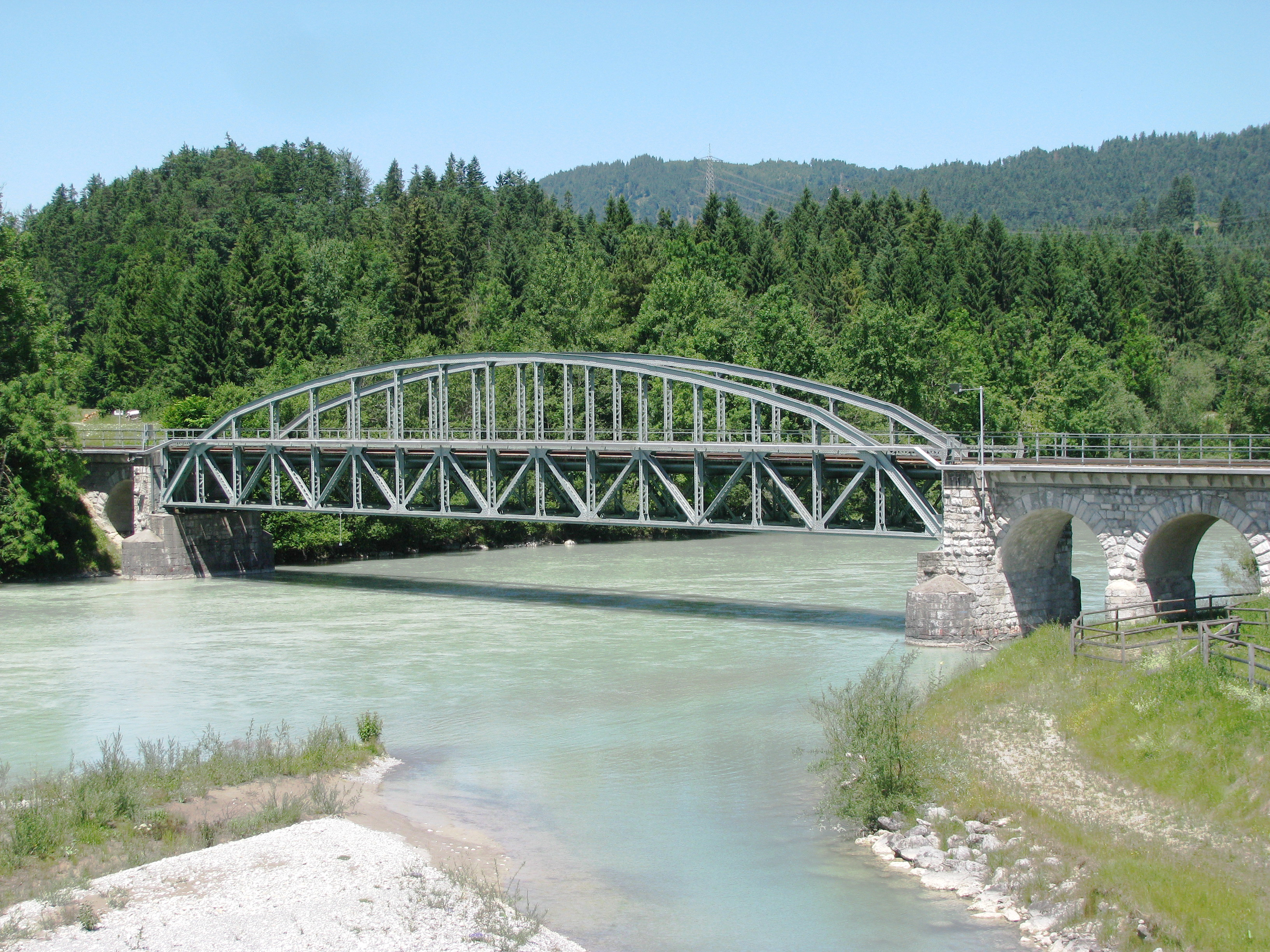
Brücke der Außerfernbahn über den Lech.

### Verkehr
Pflach liegt an der Fernpassstraße und ist über eine Haltestelle der Außerfernbahn ans Bahnnetz angebunden.
Zugleich liegt es an einem Fernradweg, der als Via Claudia Augusta entlang einer gleichnamigen antiken Römerstraße verläuft.

## Politik

### Gemeinderat
In den Gemeinderat werden dreizehn Mandatare gewählt:
| Partei                                   | 2022    | 2022    | 2016  | 2016    | 2010  | 2010    | 2004  | 2004    |
| Partei                                   | Prozent | Mandate | %     | Mandate | %     | Mandate | %     | Mandate |
| ---------------------------------------- | ------- | ------- | ----- | ------- | ----- | ------- | ----- | ------- |
| Gemeinschaftsliste Pflach                | 49,53   | 6       | 59,52 | 8       | 73,05 | 10      | 75,67 | 10      |
| Gemeinsam für die Zukunft                | 36,18   | 5       | 40,48 | 5       |       |         |       |         |
| Freie Gemeinderatsliste Pflach           | 14,29   | 2       |       |         |       |         |       |         |
| Freie Gemeinderatsliste Pflach           |         |         |       |         | 26,95 | 3       |       |         |
| Neue Gemeinderatsliste Pflach – Trafoier |         |         |       |         |       |         | 24,33 | 3       |

### Bürgermeister
- bis 2022 Helmut Schönherr[11]
- seit 2022 Karl Köck.[15]

### Wappen
Blasonierung: Von Schwarz und Gold gevierteter Schild, im ersten und vierten Feld das Ulrichskreuz, im zweiten und dritten das Bergwerkszeichen Schlegel und Eisen in verwechselten Farben.
Das 1976 verliehene Gemeindewappen erinnert an den Bergbau und mit dem Ulrichskreuz an die 1515 errichtete, den Heiligen Ulrich und Afra geweihte Hüttenmühlkapelle.

### Städtepartnerschaft
Sérézin-du-Rhône in Frankreich seit 1988

## Persönlichkeiten
- Karl Lechner (1855–1926), Heimatforscher
- Georg Schretter (1861–1924), Unternehmer
- Rudolf Beirer (1871–1951), Politiker
- Thomas Wolf (1922–1979), Heimatforscher und Schulleiter